# Contig
Un contig est une séquence génomique continue et ordonnée générée par l'assemblage des clones d'une bibliothèque génomique (sous forme de plasmides, cosmides, BAC ou YAC) qui se chevauchent.